# Cynosa
Cynosa là một chi nhện trong họ Lycosidae.